# Barovier & Toso
Barovier & Toso és una empresa italiana especialitzada en vidre venecià. El 2006, Barovier & Toso va registrar 18 milions de dòlars en vendes, tres quartes parts procedents d'exportacions. L'empresa és un dels negocis familiars més antics del món, es va fundar el 1295 mentre. Des del 15 de novembre de 2018, Rinaldo Invernizzi ocupa el càrrec de president de "les obres de vidre més antigues del món".

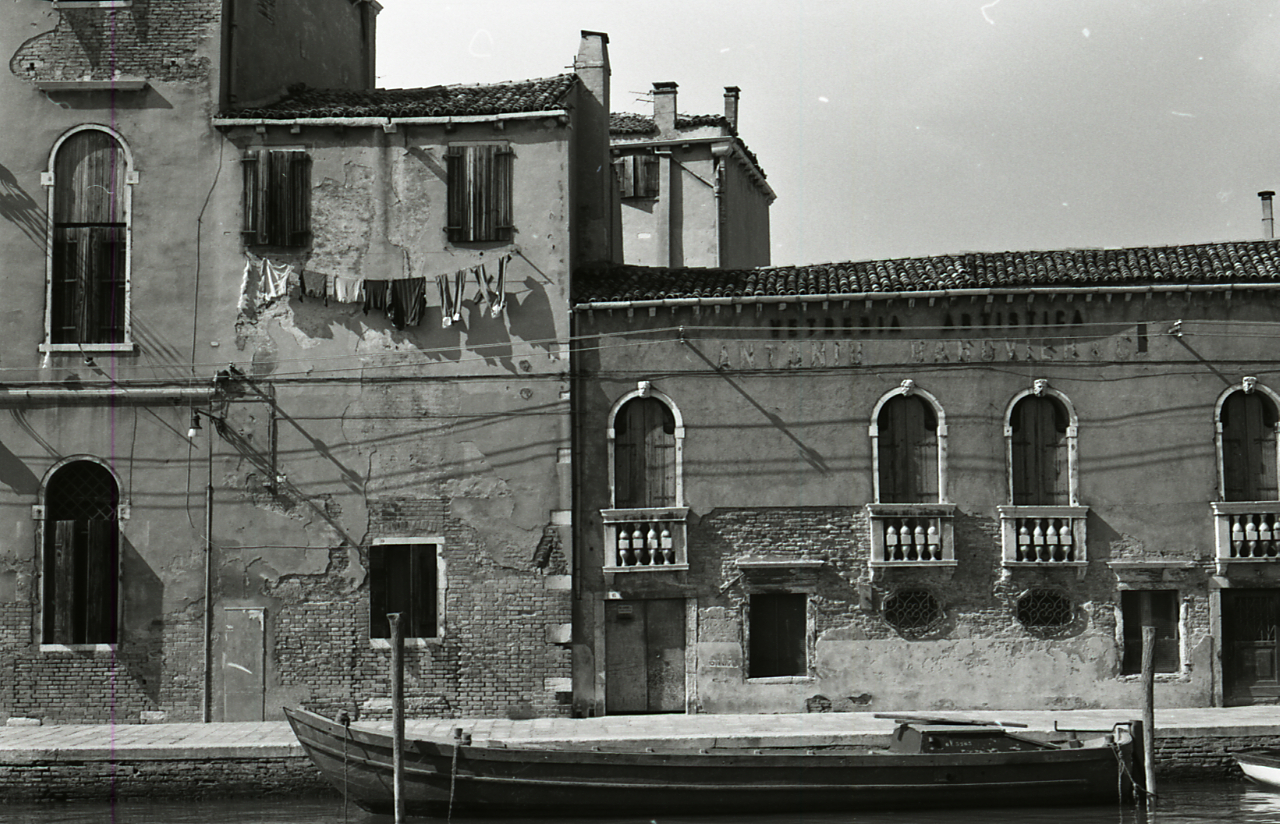
Antiga casa dels vidres artístics d'Antonio Barovier a Murano (dreta). Foto de Paolo Monti, 1968.

L'empresa és una de les empreses familiars més antigues del món, fundada l'any 1295 com a Barovier. El nom Barovier deriva del terme berroviere (carreter/policia ), que indica l'armigero ( persona amb dret a portar armes ) que guarda el capità del poble. És probable que uns Barovier, originaris de Treviso, s'instal·lessin a Murano cap a l'any 1291, quan una llei de la República va imposar la concentració a l'illa de tots els forns de vidre. Jacobello va ser el primer membre de la família Barovier en aquesta època en treballar el vidre. Es creu que l'empresa es va originar a Treviso. La família Toso s'havia establert a Murano des de l'any 1350. Al 1400, Angelo Barovier va crear objectes de vidre que actualment es conserven en diversos museus. Angelo és reconegut com a significatiu per unir el coneixement que havia estat desenvolupat i transmès per la família Barovier. No només era considerat com un artista, sinó també com un científic.